# وروکاریالس
وروکاریالس (نام علمی: Verrucariales) نام یک راسته از زیررده زبرموسپرقارچان است.